# Cacuaco

Cacuaco est une des sept municipalités de la province de Luanda, en Angola, et constitue une banlieue importante de la capitale, Luanda, au nord-est de l'agglomération.

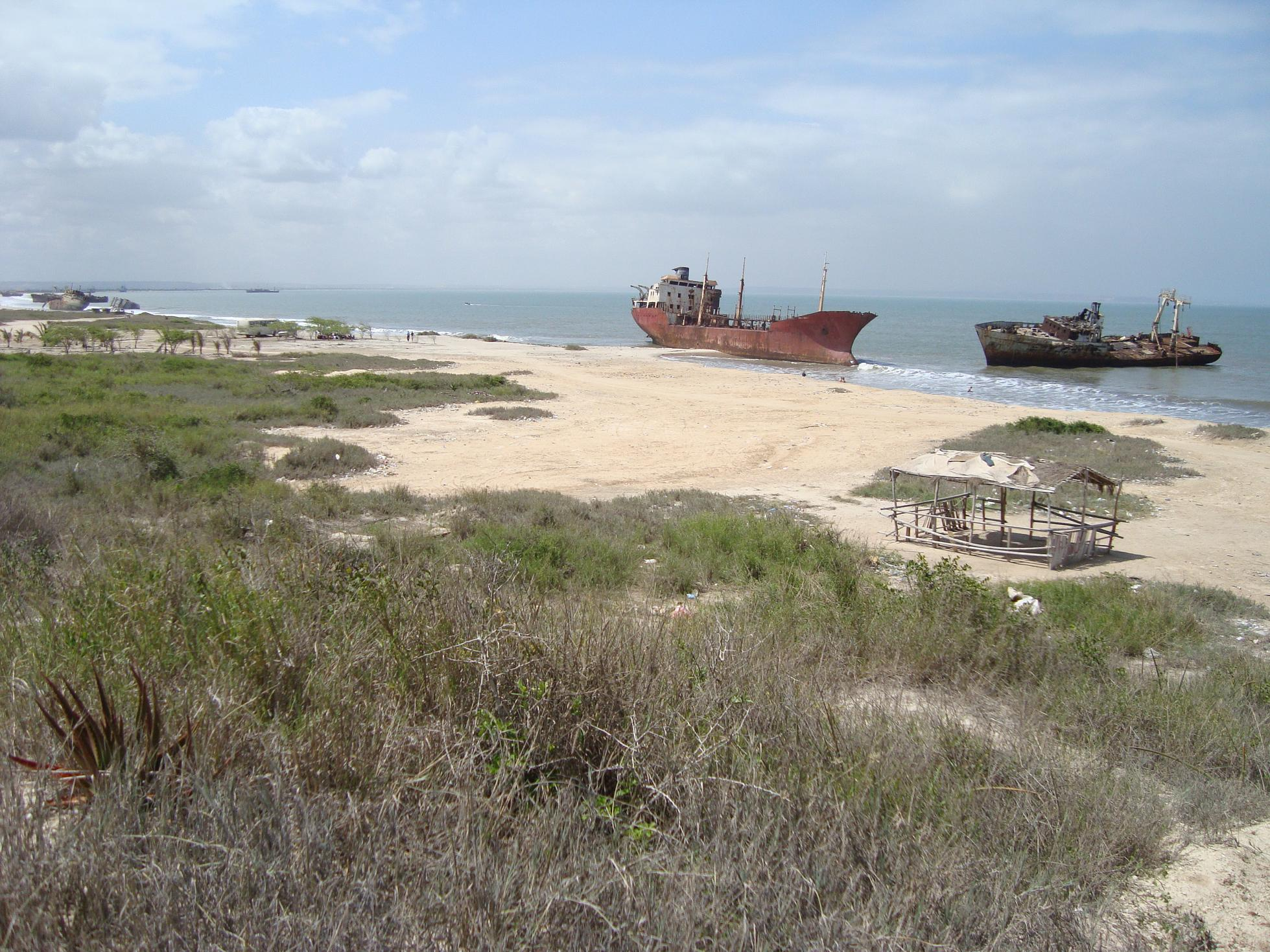
Plage de Santiago, Angola

La municipalité, d'une superficie de 571 km2, borde l'océan Atlantique. Elle est traversée par le fleuve Bengo, qui y a son embouchure. Outre la ville de Cacuaco elle-même, elle comprend deux communes : Kicolo et Funda.
En 2010, sa population totale s'élevait à 980 000 habitants, ce qui en faisait la quatrième municipalité la plus peuplée de la province, mais avec de grandes disparités de densité entre les quartiers urbains et les zones agricoles ou humides des bords du Bengo.